# Guayaquil City FC
Guayaquil City Fútbol Club – ekwadorski klub piłkarski z siedzibą w mieście Guayaquil, stolicy prowincji Guayas. Występuje w rozgrywkach Serie A. Domowe mecze rozgrywa na obiekcie Estadio Christian Benítez Betancourt.

## Historia
Klub powstał w 2007 roku pod nazwą CD River Plate Ecuador jako partnerska drużyna argentyńskiego potentata CA River Plate. Szefem projektu został Mario Canessa Otero. Klub przejął od argentyńskiego River Plate biało-czerwone barwy, bliźniaczy herb oraz metodologię szkolenia. Początkowo skupiał się na szkoleniu i promowaniu młodych zawodników. Dopiero po kilku miesiącach utworzył drużynę seniorów.
W latach 2008–2009 zespół występował w trzeciej lidze ekwadorskiej. Na koniec sezonu 2009 awansował do drugiej ligi. Zdecydowano się wówczas na zakończenie współpracy z CA River Plate, zmieniono herb klubu oraz barwy (na czerwone), a w 2013 roku usunięto człon „Plate” z nazwy klubu (od tamtej pory brzmiała ona CD River Ecuador). W latach 2010–2014 River Ecuador występował w drugiej lidze, a na koniec sezonu 2014 po raz pierwszy w historii wywalczył awans do najwyższej klasy rozgrywkowej.
Po promocji do ekwadorskiej Serie A klub przeniósł się z Estadio La Fortaleza (ok. 3000 miejsc) na Estadio Christian Benítez Betancourt (wówczas ok. 8000 miejsc).
W lipcu 2017 klub zmienił nazwę na Guayaquil City FC oraz barwy na błękitno-białe, pochodzące z flagi miasta Guayaquil.
W 2021 roku Guayaquil City po raz pierwszy wziął udział w kontynentalnych rozgrywkach Copa Sudamericana.

### Rozgrywki międzynarodowe
| Sezon | Rozgrywki         | Runda | Klub  | Dom | Wyjazd | Ogólnie |
| ----- | ----------------- | ----- | ----- | --- | ------ | ------- |
| 2021  | Copa Sudamericana | 1R    | Aucas | 0:3 | 1:2    | 1:5     |

## Trenerzy
- César Vigevani (2008–2010)[3]
- Carlos Squeo (2010–2011)[8]
- Kléber Fajardo (2011–2012)[9]
- Humberto Pizarro (2012–2015)[10]
- Marcelo Trobbiani (2015–2016)[11]
- Guillermo Sanguinetti (2016)[12]
- Pablo Trobbiani (2016)[13]
- Ángel Gómez (2017)[14]
- Gabriel Perrone (2017)[15]
- Pool Gavilánez (od 2017)[16]